# NGC 6683
NGC 6683 (другое обозначение — OCL 74) — рассеянное скопление в созвездии Щит.
Этот объект входит в число перечисленных в оригинальной редакции «Нового общего каталога».